# Животный эпос
Живо́тный э́пос — эпические произведения, в центре повествования которых находятся животные.

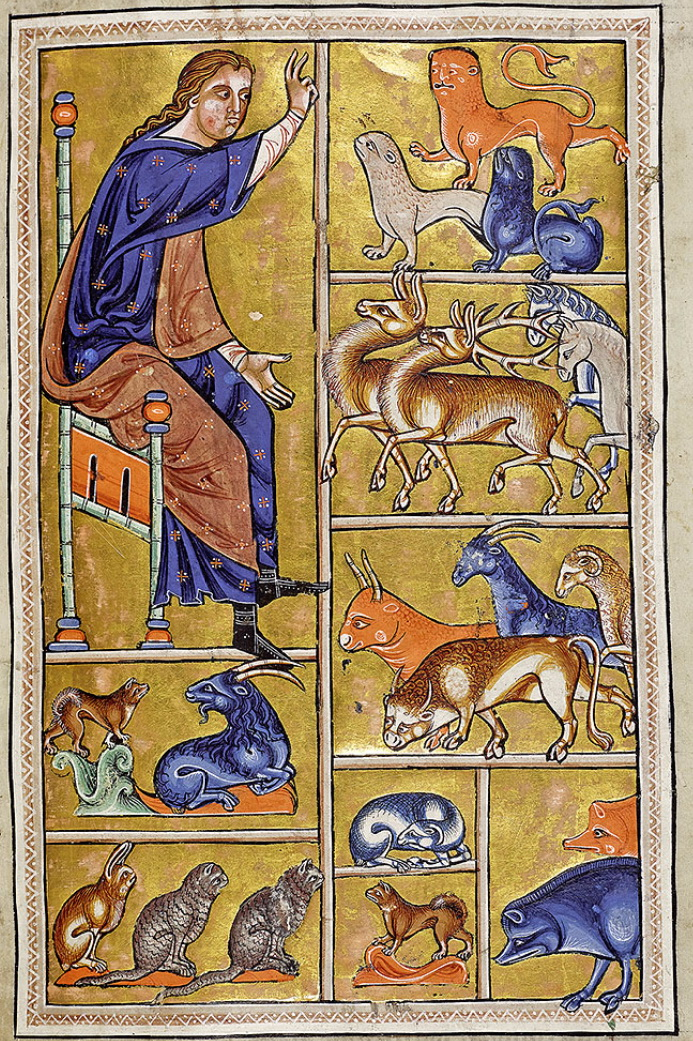
Изображения животных из Абердинского бестиария. XII в.

## Животный эпос и аллегория
Животный эпос характерен для творчества многих народов мира; особенно ярко он выразился в баснях. Здесь животный эпос нравоучителен. При этом животные обычно наделяются особенностями человеческого характера; образы животных аллегоричны (лиса отождествляет хитрость, волк — жадность, сова — мудрость, заяц — трусость и другие). Животный эпос проявился также и в сказках, однако сказочные животные только изредка носят аллегорический характер; этот вид животного эпоса — обычно имеющий сатирическую направленность — широко представлен в русском народном творчестве

## История животного эпоса
Истоки животного эпоса лежат в ранних народных сказаниях. Известен античный животный эпос (комический эпос «Война мышей и лягушек», V век до н. э.; греческие басни, в том числе произведения Эзопа), затем индийский эпос «Панчатантра».

### Средние века
Временем расцвета животного эпоса являются Средние века (немецкий, голландский, французский эпос, центральный персонаж которых — лис Ренар; большинство произведений являются вариантами эпического «Романа о Лисе», XII—XIV века, переработки которого появлялись и в Новое время). Одно из известнейших средневековых эпических произведений — «Изенгрим» Нирварда Гентского — восходит к античному животному эпосу и написано на латинском языке (животный эпос на западноевропейских языках получил распространение лишь в середине XII века).

### Новое время
В XVII веке была опубликована повесть Латробио (Дж. П. Джуссани) «Бранкалеоне» (1610); в этой истории занимательных похождений умного осла (с печальным концом) соединяются сюжеты античного и средневекового происхождения. К животному эпосу относят многие произведениях И. А. Крылова, Ж. Лафонтена, поэму Гёте «Рейнеке-Лис».